# Easington Colliery
Easington Colliery è un paese della contea di Durham, in Inghilterra.

## Curiosità
Easington Colliery è stato il set di gran parte delle scene del film Billy Elliot (2000).